# Fernand Arnout
Fernand Arnout (Parigi, 8 dicembre 1899 – Parigi, 30 gennaio 1974) è stato un sollevatore francese.
Partecipò alle Olimpiadi di Anversa 1920 e Amsterdam 1928 nella categoria dei pesi leggeri (fino a 67,5 kg.), ottenendo rispettivamente il 5º ed il 3º posto.
Nella stessa categoria realizzò anche tre record del mondo, di cui due nella prova di strappo ed uno nella prova di slancio.

## Palmarès
- Giochi olimpici

Amsterdam 1928: bronzo nei pesi leggeri.